# هونج دونغ-هيون
هونج دونغ-هيون (هانغل: 홍 동현) هو لاعب كرة قدم كوري جنوبي في مركز الوسط، ولد في 30 أكتوبر 1991 في كوريا الجنوبية. لعب مع نادي بوسان أي بارك.

## وصلات خارجية
- هونج دونغ-هيون على موقع دوري كوريا الجنوبية (الإنجليزية)
- هونج دونغ-هيون على موقع قاعدة بيانات كرة القدم.إي يو (الإنجليزية)
- هونج دونغ-هيون على موقع Soccerway.com (الإنجليزية)